# NGC 6330
NGC 6330 ist eine 14,3 mag helle balkenspiralförmige Radiogalaxie vom Hubble-Typ SBb im Sternbild Herkules. Sie ist etwa 395 Millionen Lichtjahre von der Milchstraße entfernt und wurde am 12. Juni 1880 von Édouard Stephan entdeckt.